# Stipulation pour autrui
En droit des obligations, une stipulation pour autrui est un contrat par lequel une partie appelée le stipulant, obtient d'une autre appelée le promettant l'engagement qu'elle donnera ou fera, ou ne fera pas quelque chose au profit d'un tiers appelé le bénéficiaire. Ce dernier n'a pas besoin d'exprimer son consentement pour devenir créancier du promettant.

## Cadre législatif français
C'est l'article 1205 du Code civil qui prévoit la stipulation pour autrui. Cet article a été introduit par l'ordonnance de 2016, la stipulation pour autrui était autrefois prévu a l'article 1121. L'ordonnance de 2016 n'étant pas rétroactive il faut se reporter a l'article 1121 ancien pour tous les contrats ou conventions antérieures au 1er novembre 2016.
Selon la Cour de cassation, la stipulation pour autrui peut mettre à la charge du bénéficiaire une obligation si celui-ci exprime son consentement. Dès lors, il devient donc partie au contrat et l'effet relatif reprend son droit.

### Les rapports stipulant / promettant / bénéficiaire
Rapport entre le stipulant et le promettant
Ils sont liés par le contrat de stipulation ainsi le stipulant peut agir contre le promettant pour le contraindre à l'exécution de son action.
Rapport entre le promettant et le bénéficiaire
Le bénéficiaire a un droit direct (le tiers peut agir contre le promettant en cas de non exécution), propre (la créance sera propre au tiers bénéficiaire, les héritiers ne pourront s'en prévaloir), immédiat (dès que l'accord entre les parties a eu lieu) de créance contre le promettant, ce droit doit être accessoire à un contrat de base (toutes les exceptions d'inexécution prévues dans le contrat de base pourront être invoquées).
Rapport entre le bénéficiaire et le stipulant
Le stipulant peut révoquer la stipulation tant que le bénéficiaire ne l'a pas acceptée. Le stipulant peut également changer le nom du bénéficiaire à tout moment tant que ce dernier n'a pas encore exprimé son consentement. Dès que le tiers bénéficiaire sera mis au courant, il n'y aura plus aucun recours pour le stipulant et vice-versa).

### Exemples
Exemples de stipulations pour autrui :
- la police d'assurance réglementée à l'article L171-4 du Code des assurances (l'assurance vie) ;
- la clause de non concurrence au profit de tiers dans les contrats de distribution[1].

Exemple de stipulation de contrats pour autrui : 
- la clause d'approvisionnement exclusif au profit de tiers[2].

## Cadre législatif québécois
On parle de la promesse pour autrui à l'article 1443 du Code civil du Québec, et c'est l'article 1444 du même code qui permet la stipulation pour autrui dans ces termes :  
1444 : « On peut, dans un contrat, stipuler en faveur d'un tiers. Cette stipulation confère au tiers bénéficiaire le droit d'exiger directement du promettant l'exécution de l'obligation promise. »
991, c. 64, a. 1444.
Au Québec, en vertu de l'article 1445, les fœtus sont visés par l'article 1444.
1445 : « Il n'est pas nécessaire que le tiers bénéficiaire soit déterminé ou existe au moment de la stipulation; il suffit qu'il soit déterminable à cette époque et qu'il existe au moment où le promettant doit exécuter l'obligation en sa faveur. »